# Göran Tunström

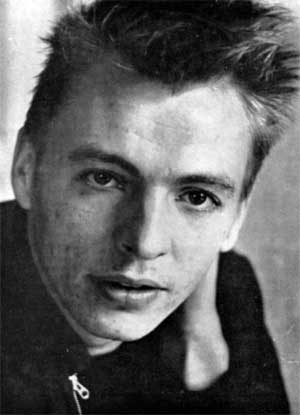
Göran Tunström (um 1960)

Göran Tunström (* 14. Mai 1937 in Karlstad; † 5. Februar 2000 in Stockholm) war ein schwedischer Schriftsteller.

## Leben
Tunström wurde in Karlstad geboren und wuchs in Sunne, Provinz Värmland auf.
In seiner Heimatstadt spielen auch viele seiner Romane. Sein Vater war Pastor und starb, als Göran Tunström noch jung war. Der Autor selbst lebte lange Jahre in Stockholm und starb dort im Jahre 2000. Als einem der bekanntesten Schriftsteller seines Landes wurden ihm viele wichtige Preise verliehen. So erhielt er beispielsweise 1984 für seinen im Jahr zuvor erschienenen Roman Juloratoriet (Weihnachtsoratorium) den Literaturpreis des Nordischen Rates sowie 1987 den Selma-Lagerlöf-Preis.
Der Schriftsteller begann damit, Lyrik zu schreiben, was man auch seinen Prosawerken anmerkt, die über eine besondere Bildhaftigkeit verfügen. Ebenso markant ist der liebe- und verständnisvolle Umgang des Autors mit seinen Personen. Seine Werke wurden in zahlreiche Sprachen übersetzt.
In Solveigs Vermächtnis behandelt der Autor mit großer Sensibilität das Thema vom Verlust eines geliebten Menschen. Die Geschichte spielt in der ersten Hälfte des 20. Jahrhunderts. Arons Frau Solveig kam in jungen Jahren durch einen Unfall ums Leben. Nun wird geschildert, wie der Mann versucht, sich mit seinen Kindern ein neues Leben aufzubauen. In Rückblenden wird aber auch die Geschichte von Aron und Solveig aufgerollt. Aron kommt allerdings nie wirklich über den Verlust seiner Frau hinweg. Außerdem werden, teilweise recht humorvoll, die anderen Bewohner des Dorfes dargestellt, zu denen auch die berühmte Schriftstellerin Selma Lagerlöf gehört, und wir erfahren, wie der Sohn von Aron und Solveig zu einem jungen Mann heranwächst.
Der Roman Der Mondtrinker spielt in Island. Dort wächst der junge Pétur bei seinem verwitweten Vater Halldór auf. Die Mutter, eine eigenbrötlerische Vulkanologin mit deutlichem Hang zur Esoterik, die irgendwie eher einer Fee (einer Elfe?) als einem Menschen ähnelt, verschwand unter nie geklärten Umständen bei einem Vulkanausbruch der Hekla. Die Vater-Sohn-Beziehung ist zunächst sehr liebevoll, allerdings fordert der beim Rundfunk arbeitende Vater auch allerhand von seinem Sohn. Später entwickelt sich, als der Sohn erste Liebesbeziehungen hat, eine merkliche Rivalität zwischen den beiden. Pétur, der Sohn, geht schließlich nach Frankreich und baut sich dort in der Wirtschaft ein eigenes Leben auf. Erst spät, kurz vor dessen Tode, versöhnt er sich wieder mit dem inzwischen senilen Vater.

## Werke (Auswahl)
- Der Mondtrinker. Hanser, München/Wien 1998, ISBN 3-446-19294-8.
- Der Dieb. Hoffmann und Campe, Hamburg 1991, ISBN 3-455-07787-0.
- Solveigs Vermächtnis. Hoffmann und Campe, Hamburg 1989, ISBN 3-455-01911-0.